# Nabua (Camarines Sur)
Pour les articles homonymes, voir Nabua.
Nabua est une municipalité de la province de Camarines Sur, aux Philippines.